# Barrem
| System                         | Oddział  | Piętro    | Wiek (mln lat) |
| ------------------------------ | -------- | --------- | -------------- |
| Paleogen                       | Paleocen | Dan       | młodsze        |
| Kreda                          | Górna    | Mastrycht | 66,0–72,1      |
| Kreda                          | Górna    | Kampan    | 72,1–83,6      |
| Kreda                          | Górna    | Santon    | 83,6–86,3      |
| Kreda                          | Górna    | Koniak    | 86,3–89,8      |
| Kreda                          | Górna    | Turon     | 89,8–93,9      |
| Kreda                          | Górna    | Cenoman   | 93,9–100,5     |
| Kreda                          | Dolna    | Alb       | 100,5–113,0    |
| Kreda                          | Dolna    | Apt       | 113,0–125,0    |
| Kreda                          | Dolna    | Barrem    | 125,0–129,4    |
| Kreda                          | Dolna    | Hoteryw   | 129,4–132,9    |
| Kreda                          | Dolna    | Walanżyn  | 132,9–139,8    |
| Kreda                          | Dolna    | Berrias   | 139,8–145,0    |
| Jura                           | Górna    | Tyton     | starsze        |
| Podział według IUGS, luty 2017 |          |           |                |

Barrem (ang. Barremian)
- w sensie geochronologicznym – czwarty wiek wczesnej kredy, trwający około 4,4 milionów lat (od ok. 129,4 do ok. 125,0 mln lat temu). Barrem jest młodszy od hoterywu a starszy od aptu.

- w sensie chronostratygraficznym – czwarte piętro dolnej kredy w eratemie mezozoicznym, wyższe od hoterywu a niższe od aptu. Stratotyp dolnej granicy walanżynu nie jest jeszcze zatwierdzony przez ICS. Dolną granicę wyznacza najniższe wystąpienie zespołu amonitów Taveraidiscus hugii – Spitidiscus vandeckii.

Nazwa piętra (wieku) pochodzi od miasta Barrême w południowej Francji.

## Fauna barremu

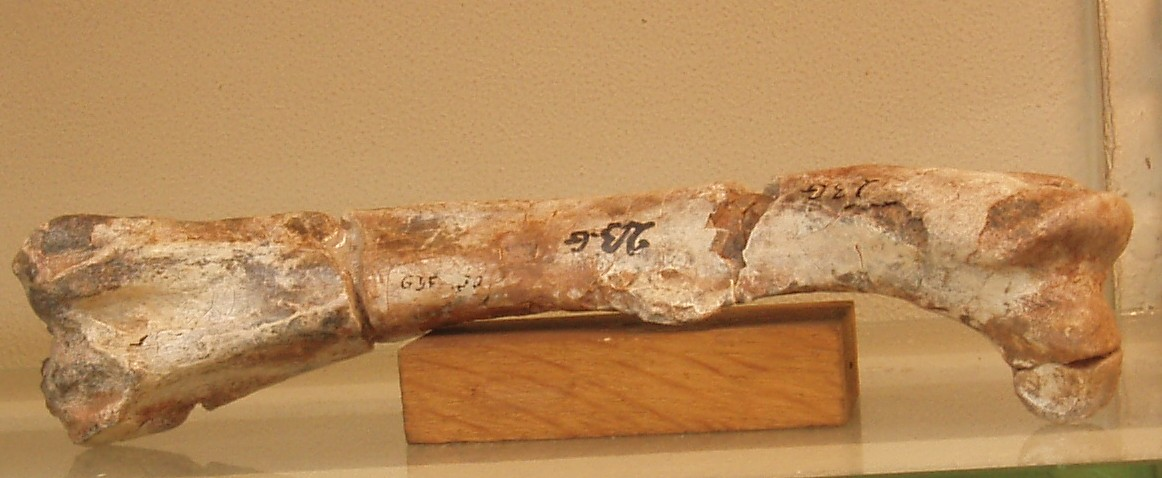
Kość udowa waldozaura

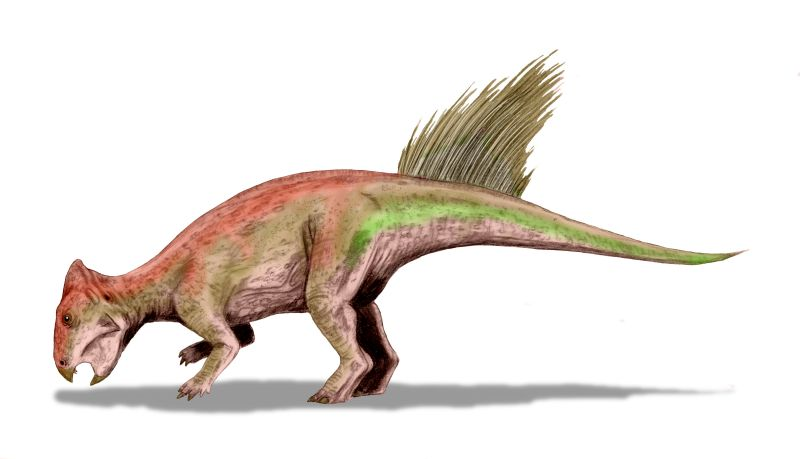
Liaoceratops yanzigouensis

### Ornitopody
- Cedrorest – hadrozaur; Utah
- Fukuizaur – hadrozauroid; Japonia
- Iguanodon – iguanodont; Europa, Azja, Afryka, Ameryka Północna
- Waldozaur – iguanodont; Europa, Afryka
- Dakotadon  – iguanodont; Dakota Południowa
- Dollodon  – iguanodont; Belgia, Niemcy, Anglia
- Jinzhousaurus – iguanodont; Liaoning
- Hipsylofodon – hipsylofodont; Anglia, Portugalia
- Jeholosaurus – hipsylofodont; Chiny
- Siluozaur – hipsylofodont; Gansu

### Pachycefalozaury
- Stenopeliks – Niemcy

### Ceratopsy
- Liaoceratops – Liaoning
- Hongszanozaur – psitakozaur; Liaoning
- Psitakozaur – psitakozaur; Chiny, Mongolia, Rosja, być może też Tajlandia

### Pozostałedinozaury
- ? Ponerosteus – Czechy

### Jaszczurki
- Xianglong – Iguania; Liaoning[1]

### Ryby chrzęstnoszkieletowe
- Notidanodon: N. lanceolatus – sześcioszparowaty
- Notorynchus: N. aptiensis – sześcioszparowaty

### Amonity
Podana informacja oznacza pierwsze pojawienie się
- Acantholytoceras
- Aconeceras – górny barrem
- Almohadites
- Anclyoceras
- Annuloceras – górny barrem
- Astieridiscus
- Callizoniceras – górny barrem
- Carstenia – górny barrem
- Chalalabelus – górny barrem
- Colchidites – górny barrem
- Coronites – górny barrem
- Costidiscus
- Dirrymoceras – górny barrem
- Deshayesites – górny barrem
- Eoheteroceras – dolny barrem
- Gymnoplites
- Hamulina – dolny barrem
- Hamulinites – dolny barrem
- Heinzia – dolny barrem
- Hamiticeras – górny barrem
- Hemibaculites – górny barrem
- Heteroceras – górny barrem
- Janenschites
- Kabylites
- Karsteniceras – dolny barrem
- Lopholobites – górny barrem
- Lytocrioceras – dolny barrem
- Manoloviceras – dolny barrem
- Macroscaphites
- Metahoplites
- Paranclyoceras – górny barrem
- Parasaynoceras
- Pascoeites
- Pedioceras
- Pseudohaploceras
- Pulchellia – dolny barrem
- Ptychoceras – górny barrem
- Sanmartinoceras – górny barrem
- Shasticrioceras
- Silesites – dolny barrem
- Subpulchellia – dolny barrem
- Tonoceras – górny barrem
- Torcapella – dolny barrem
- Uhligia – dolny barrem
- Veleziceras – dolny barrem
- Veveysiceras – dolny barrem
- Zurcherella – górny barrem

### Belemnity
- Curtohibolites
- Neohibolites
- Maioteuthis
- Neololigosepia
- Oxyteuthis

### Łodzikowce
- Eucymatoceras
- Palelialia
- Pseudaturoidea